# 巴勒魯普市鎮
巴勒魯普市鎮（丹麥語：Ballerup Kommune）是丹麥的一個市鎮，位於西蘭島東北部、哥本哈根西北。屬首都大区。面積34.09平方公里，2009年人口47,398人。行政中心为巴勒魯普。

## 姐妹城市
- 中华人民共和国無錫市
- 英国東基爾布賴德